# Olimpiada Sportów Umysłowych
Olimpiada Sportów Umysłowych (ang. World Mind Sports Games) – międzynarodowy konkurs składający się 5 dyscyplin w różnych kategoriach: brydż, szachy, go, warcaby i xiangqi (szachy chińskie) rozgrywanych po Letnich Igrzyskach Olimpijskich. Jako gospodarza trzeciej edycji Olimpiady zapowiedziano Rio de Janeiro, jednak konkurs się nie odbył i nie był później kontynuowany.
| Edycja | Rok  | Miasto         | Termin            |
| ------ | ---- | -------------- | ----------------- |
| I      | 2008 | Pekin          | 3-18 października |
| II     | 2012 | Lille          | 9-23 sierpnia     |
| III    | 2016 | Rio de Janeiro | nie odbyła się    |